# Sant'Andrea Frius
Pour les articles homonymes, voir Sant'Andrea (homonymie).
Sant'Andrea Frius est une commune italienne d'environ 1 800 habitants située dans la province du Sud-Sardaigne, dans la région Sardaigne.

## Administration
| Période                                  | Période | Identité | Étiquette | Qualité |
| ---------------------------------------- | ------- | -------- | --------- | ------- |
|                                          |         |          |           |         |
| Les données manquantes sont à compléter. |         |          |           |         |

### Communes limitrophes
Barrali, Dolianova, Donorì, Ortacesus, San Basilio, San Nicolò Gerrei, Senorbì, Serdiana